# Juvines de 2002
Los XII Juvines se llevaron a cabo en la universidad de Carabobo siendo etiquetada la mejor edición de la historia de los juegos deportivos universitarios en Venezuela, por su perfecta organización e instalaciones .

## Tabla Final de Posiciones
| Lugar | Logo         | Universidad                                     | Sede                    | Sede                    |
| ----- | ------------ | ----------------------------------------------- | ----------------------- | ----------------------- |
| #1    | Logo UC      | Universidad de Carabobo                         | Bandera de Valencia     | Bandera de Valencia     |
| #1    | Logo UC      | Universidad de Carabobo                         | Valencia                | Carabobo                |
| #2    |              | Universidad Central de Venezuela                | Bandera de Caracas      | Bandera de Caracas      |
| #2    | Caracas      | Universidad Central de Venezuela                | Caracas                 |                         |
| #3    |              | Universidad de Los Andes                        | Bandera de Mérida       | Bandera de Mérida       |
| #3    | Mérida       | Universidad de Los Andes                        | Mérida                  |                         |
| #4    |              | Universidad Centroccidental "Lisandro Alvarado" | Bandera de Barquisimeto | Bandera de Barquisimeto |
| #4    | Barquisimeto | Universidad Centroccidental "Lisandro Alvarado" | Lara                    |                         |
| #5    |              | Universidad Pedagógica Experimental Libertador  | Bandera de Caracas      | Bandera de Caracas      |
| #5    | Caracas      | Universidad Pedagógica Experimental Libertador  | Caracas                 |                         |

## Instalaciones
|                                                                               |                                                                                      |                                                                                       |
|                                                                               |                                                                                      |                                                                                       |
| Polideportivo A. Pineda de la U. Carabobo Ciudad: Valencia Deporte: Atletismo | Piscinas de la U. Carabobo Ciudad: Valencia Capacidad: Natación Water Polo           | Gimn. Benito Ramírez. Ricardo Perez C. de la U.C. Ciudad: Valencia Capacidad: Basquet |
|                                                                               |                                                                                      |                                                                                       |
| Canchas de tenis de la U. Carabobo Ciudad: Valencia Deporte: Tenis            | Gimn. Núcleo Aragua de la U. Carabobo Ciudad: Maracay Capacidad: Karate Do Taekwondo | Gimnasio Benito Ramírez Ricardo Pérez de la U.C. Ciudad: Valencia Capacidad: Voleibol |
|                                                                               | [[Archivo: \|200px\|border]]                                                         |                                                                                       |
| Polideportivo Misael Delgado Ciudad: Valencia Deporte: Futbol                 | Fundadeporte Ciudad: Valencia Deporte: Ajedrez,Esgrima, Judo,Gimnasia                |                                                                                       |

## Resultados
| - Atletismo - Baloncesto - Béisbol - Natación - Waterpolo | - Esgrima - Fútbol - Gimnasia: - Halterofilia - Judo | - Sóftbol - Taekwondo - Tenis - Tenis de mesa | - Voleibol - Voleibol de playa |